# Quyền LGBT ở Sierra Leone
Quyền đồng tính nữ, đồng tính nam, song tính và chuyển giới ở Sierra Leone phải đối mặt với những thách thức pháp lý mà những người không phải LGBT không gặp phải. Hoạt động tình dục đồng giới nam (dù ở nơi công cộng hay tư nhân) là bất hợp pháp trong Sierra Leone và có thể bị phạt tù chung thân (với lao động nặng nhọc), mặc dù luật này hiếm khi được thi hành.

## Bảng tóm tắt
| Hoạt động tình dục đồng giới hợp pháp                                                                                       | (pháp luật hiếm khi thực thi) |
| Độ tuổi đồng ý | (pháp luật hiếm khi thực thi) |
| Luật chống phân biệt đối xử chỉ trong việc làm                                                                              | No                            |
| Luật chống phân biệt đối xử trong việc cung cấp hàng hóa và dịch vụ                                                         | No                            |
| Luật chống phân biệt đối xử trong tất cả các lĩnh vực khác (Bao gồm phân biệt đối xử gián tiếp, ngôn từ kích động thù địch) | No                            |
| Hôn nhân đồng giới | No                            |
| Công nhận các cặp đồng giới                                                                                                 | No                            |
| Con nuôi của các cặp vợ chồng đồng giới                                                                                     | No                            |
| Con nuôi chung của các cặp đồng giới                                                                                        | No                            |
| Người đồng tính nam và đồng tính nữ được phép phục vụ công khai trong quân đội                                              |                               |
| Quyền thay đổi giới tính hợp pháp                                                                                           | No                            |
| Truy cập IVF cho đồng tính nữ                                                                                               | No                            |
| Mang thai hộ thương mại cho các cặp đồng tính nam                                                                           | No                            |
| NQHN được phép hiến máu | No                            |